# EnOcean Alliance
EnOcean Alliance Inc. è una società senza scopo di lucro fondata nel 2008 con lo scopo di promuovere a livello internazionale il protocollo EnOcean (basato su segnali radio standard ISO/IEC 14543-3-10/11) e gli ecosistemi wireless per smart homes and smart spaces.
La tecnologia EnOcean, promossa dall'EnOcean Alliance, si basa sullo sfruttamento di piccoli movimenti meccanici ed altre fonti energetiche per inviare segnali radio, utilizzando generatori piezoelettrici. 
Tra i soci più conosciuti di EnOcean Alliance Inc. si possono nominare Microsoft, IBM, Siemens EnOcean Gmbh e Texas Instruments.
La sede della società è a San Ramon, in California ed è rappresentata da Graham Martin, attuale CEO & Chairman.